# Scheitholt

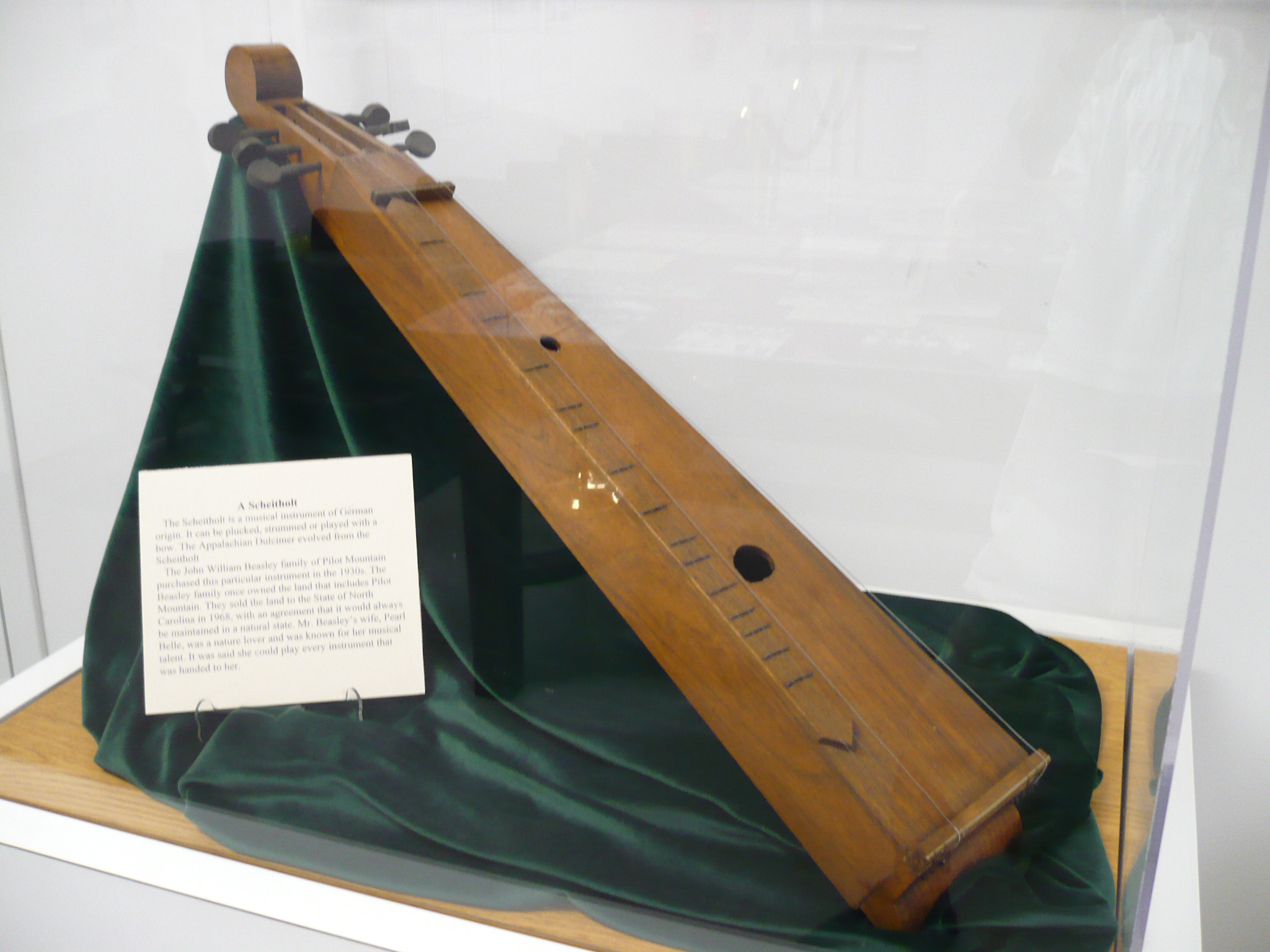
Scheitholz in einem Museum in North Carolina, USA. Erworben in den 1930er Jahren

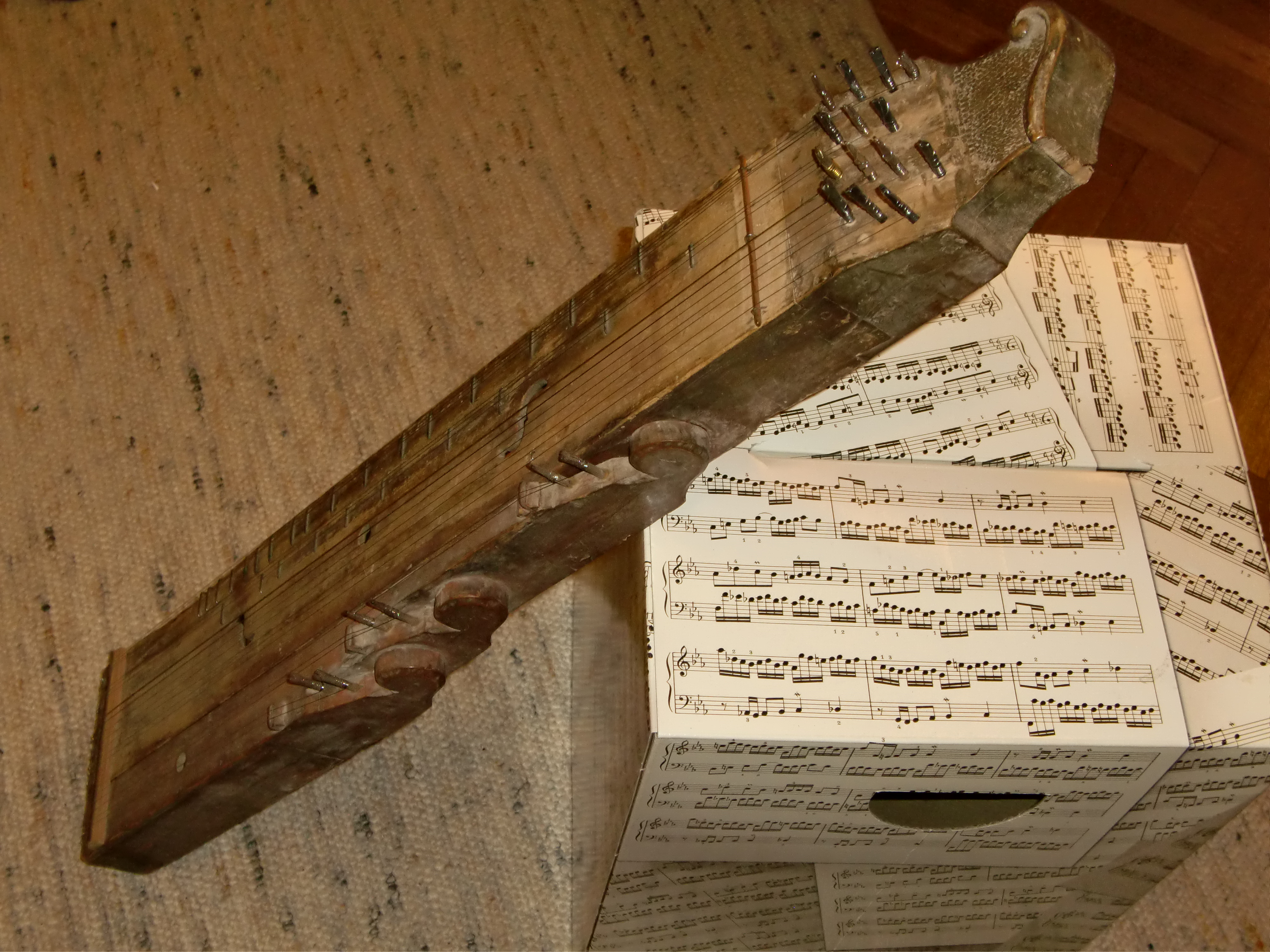
Historische kisfejes citera („kleinköpfige Zither“) mit zusätzlichen treppenartigen Stimmstöcken an der Seite, eine ungarische Verwandte des Scheitholt, erworben 1996 im Antiquitätenhandel, behutsam restauriert

Das Scheitholt oder Scheitholz ist ein historisches Saiteninstrument und eine frühe Vorstufe der heutigen Zither. Es zählt zu den Bordunzithern.

## Herkunft und Verbreitung
Das Scheitholt war eine Weiterentwicklung eines schon aus der Antike bekannten instrumentenähnlichen Gegenstands, dem Monochord, eines mit nur einer Saite bespannten, schmalen Holzkastens. Scheitholt bezeichnete ursprünglich in Scheite geschlagenes Brennholz. Spätestens seit dem 16. Jahrhundert wurde aber das Instrument so bezeichnet, vermutlich, weil es eine ähnliche Form oder Größe hatte. Es existierten allerdings eine Vielzahl anderer, meist lokaler Bezeichnungen für das Instrument. Überregional war es noch unter dem Namen Hummel bekannt. Im bayerisch-österreichischen Raum lässt sich das Scheitholt bereits im 14. Jahrhundert nachweisen. In Frankreich wird es überwiegend Épinette des Vosges genannt, weil es ausschließlich in einem extrem kleinen Gebiet der südöstlichen romanisch-lothringischen Hochvogesen vorkommt. Die meisten Franzosen kennen dieses lokale Musikinstrument und dessen Bezeichnung nicht. Es ist nicht auszuschließen, dass das Scheitholt im Zuge der Einwanderungen von deutschen bzw. sächsischen Bergleuten oder auch von Köhlern und Glasmachern aus den Alpenländern in die Vogesen eingeführt wurde. 

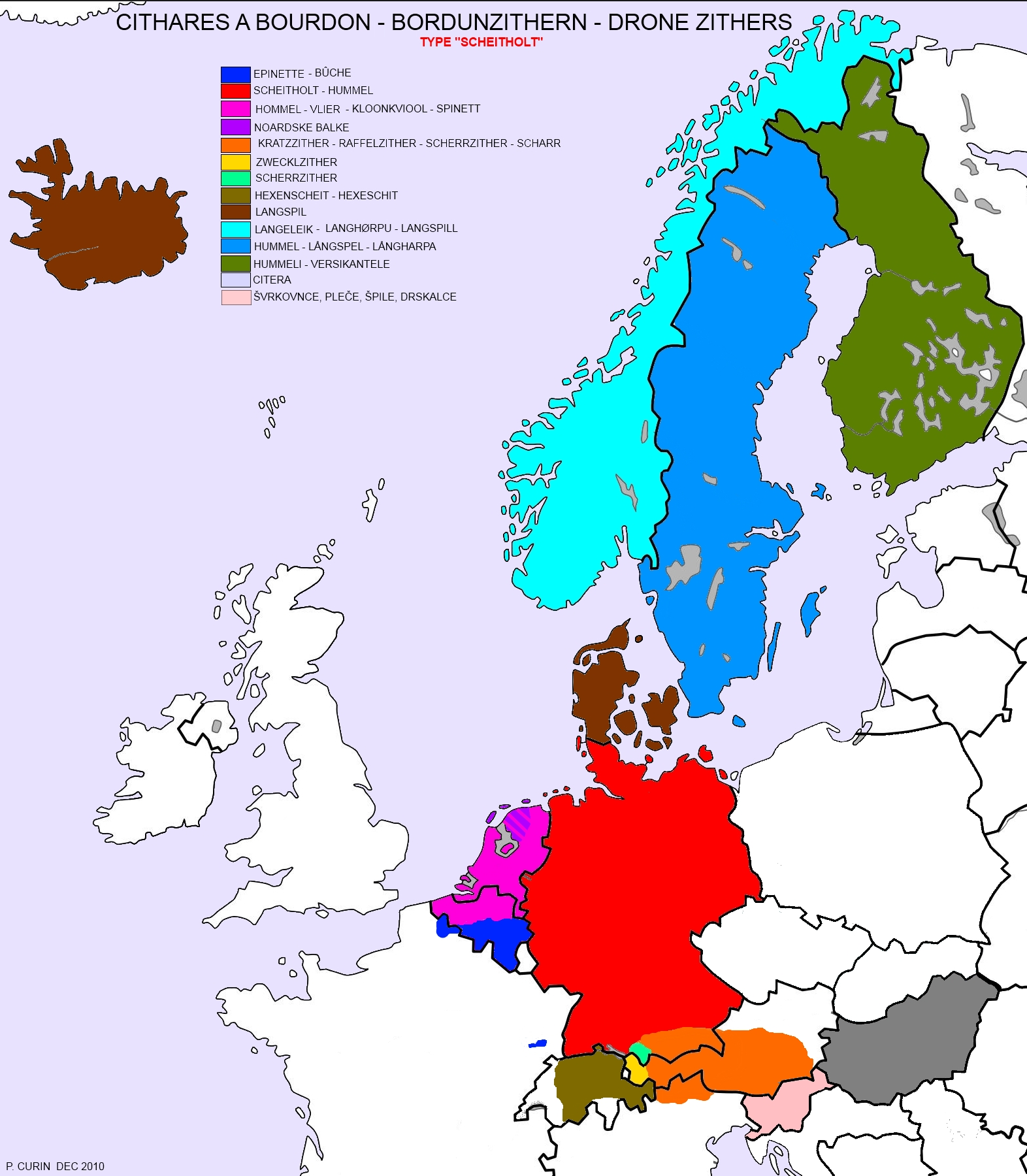
Bordunzithern in Europa, Typ Scheitholt

Mit großer Wahrscheinlichkeit stammt es aus Kleinasien oder dem Kaukasus. Im Zuge der Völkerwanderung gelangte es dann nach Westen in den Alpenraum. Genau beschrieben wurde das Scheitholt im deutschen Sprachraum erstmals von Michael Praetorius. Das Instrument fand auch in deutschen Folkgruppen wieder Beachtung, nachdem es als Appalachian Dulcimer aus den USA nach Europa zurückkam. Die gefällige Sanduhrform ist seit 1870 in Kentucky bekannt.
Scheitholte bzw. Hummeln wurden in den Alpenregionen, in Süddeutschland, in Norddeutschland, im sächsischen Erzgebirge und in der Oberlausitz bis in das 19. Jahrhundert hinein gespielt. In einigen Regionen Norwegens gehört die Langeleik noch heute zur charakteristischen Volksmusiktradition.

## Beschreibung
Das Scheitholt bestand aus einem langen schmalen Holzkasten, an dessen Kopfende sich ein einfaches Wirbelbrett befand und der zunächst mit zwei oder drei Saiten bespannt war. Diese Saiten waren neben Messing oft auch aus einfachen Materialien wie Tierhaaren, getrockneten Därmen oder gewachstem Flachs hergestellt. Ein Griffbrett im üblichen Sinn war nicht vorhanden, unter den Saiten waren im Holz Drähte als Bünde eingelassen. Ab dem 16. und 17. Jahrhundert hatten die Scheitholte dann drei bis vier Saiten. In der weiteren Entwicklung wurde der Schallkörper vergrößert und ein eigenständiges Griffbrett aufgeleimt. Aus dem Scheitholt entstand mit der Veränderung der Form um die Mitte des 18. Jahrhunderts die Kratzzither oder Scherrzither.

## Spielweise
Gespielt wurde das Scheitholt ähnlich der heutigen Zither. Es wurde dazu waagrecht auf einen Tisch oder auf die Oberschenkel gelegt, die linke Hand strich mit einem Stöckchen die Saiten entlang, während Daumen und Zeigefinger der rechten Hand direkt oder mit einem Horn- oder Holzstäbchen oder Gänsekiel die Saiten anrissen. Einzelne Saiten fungierten als Bordun.